# Cyriacus van Jeruzalem

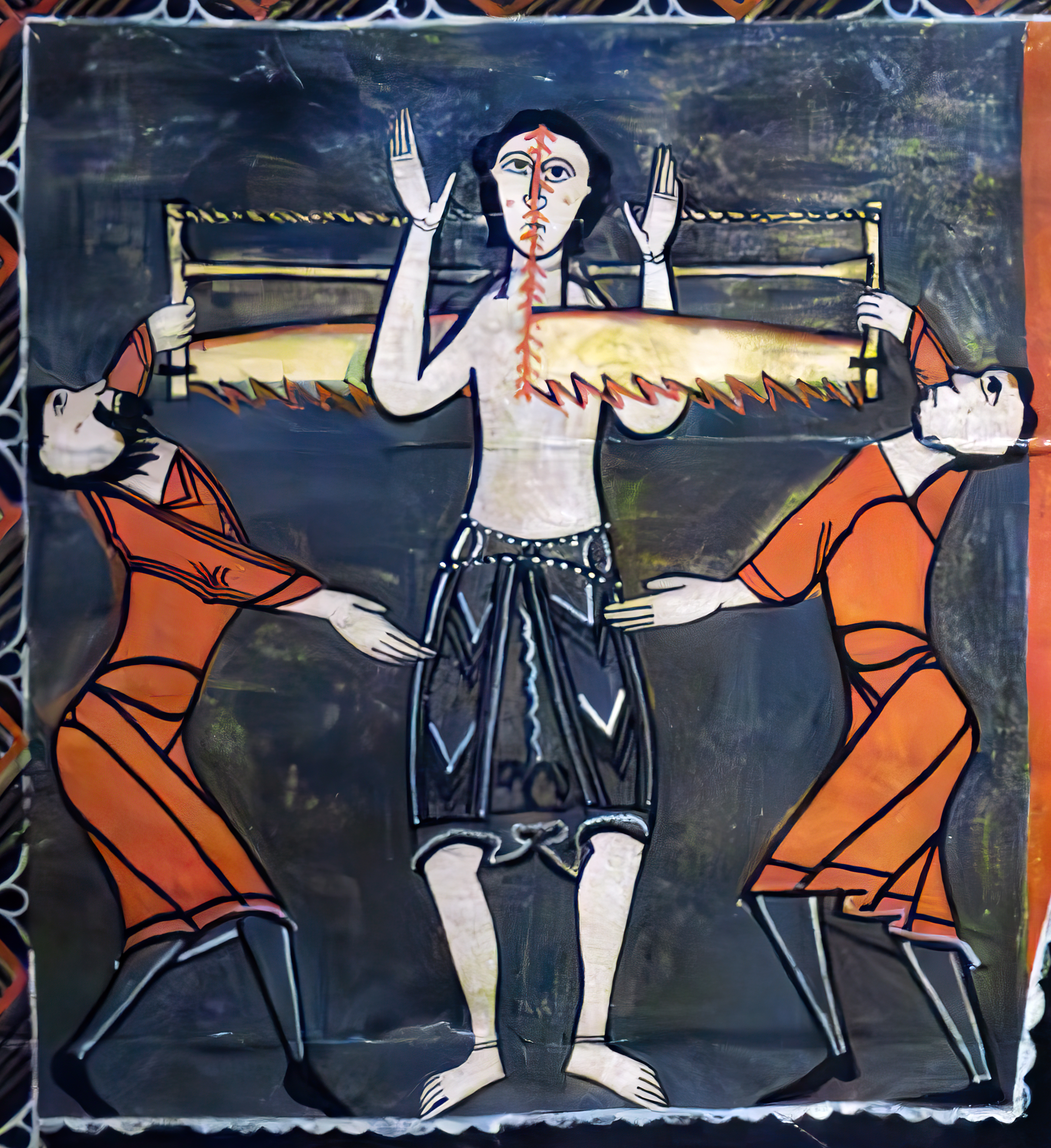
Cyriacus van Jerusalem, coll. Museu Nacional d'Art de Catalunya, Barcelona

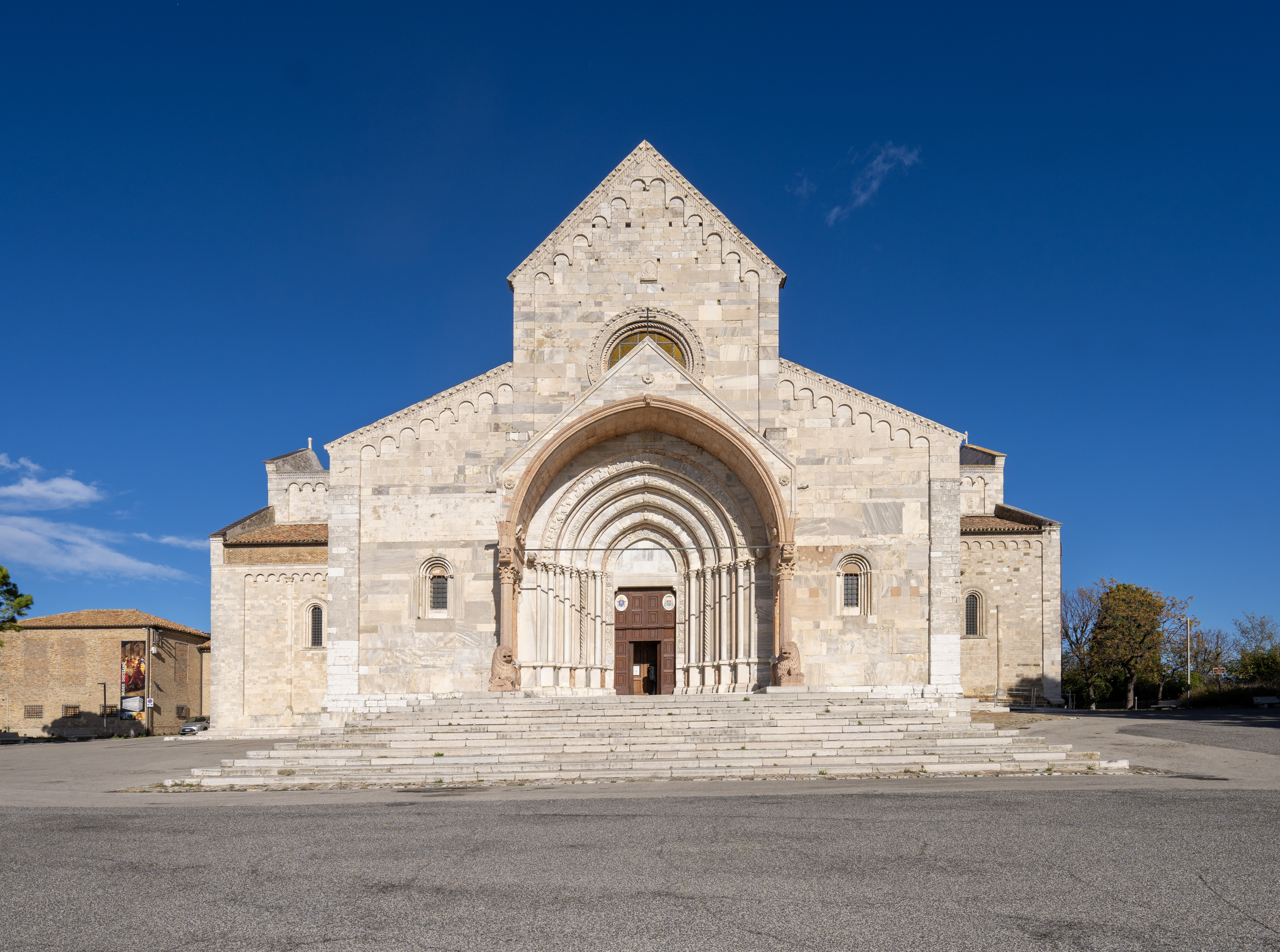
Dom van Ancona

Cyriacus van Jeruzalem (ca. 300, in Italië - Ancona, 362) is een heilige die zowel in de Katholieke Kerk als in de Orthodoxe Kerk wordt vereerd.

## Cyriacus van Jeruzalem en het Heilig Kruis
Volgens de legende was Cyriacus een Jood en een verre verwant van de heilige martelaar Stefanus, die leefde in de eerste eeuw na Christus. Hij zou keizerin Helena hebben geholpen bij haar zoektocht naar het Heilig Kruis, waaraan Jezus gestorven is. Na het vinden van het Kruis liet Cyriacus zich dopen en werd hij tot bisschop van Jeruzalem gewijd. Hij zou tijdens de Christenvervolgingen onder keizer Julianus Apostata als martelaar zijn gestorven. Galla Placidia, de dochter van keizer Theodosius I, zou de stoffelijke resten van de Heilige naar Ancona hebben overgebracht, waar te zijner ere een kathedraal werd gebouwd.
De oudst bewaarde tekst over deze legende is een Syrisch manuscript dat door de Groningse classici Drijvers en Drijvers is uitgegeven.
Zijn naamdag is in de katholieke kerk op 4 mei, in de oosterse kerk op 14 april.

## Naamgenoten
Cyriacus heeft twee min of meer bekende naamgenoten: allereerst zijn tijdgenoot Cyriacus, een van de Heilige Noodhelpers, en verder Cyriacus van Ancona, een 14e-eeuws reizend antiquair met wetenschappelijke belangstelling. Diens doopnaam is wellicht geen toeval, aangezien in Ancona nog altijd de romaanse Cyriacusdom staat, die in 1999 zijn duizendjarig bestaan vierde.